# Karachia
Karachia là một chi bướm đêm thuộc họ Pterophoridae.

## Các loài
- Karachia xylochromella Amsel, 1968